# Adolf schaumburg–lippei herceg
Adolf schaumburg–lippei herceg (németül: Prinz Adolf zu Schaumburg-Lippe, teljes nevén Adolf Wilhelm Viktor; Bückeburg, 1859. július 20. – Bonn, 1916. július 9.) schaumburg–lippei herceg, 1895–1897 között Lippe régenshercege.

## Élete
Adolf schaumburg–lippei herceg 1859. július 20-án látott napvilágot I. Adolf schaumburg–lippei herceg (1817–1893) és Hermina waldeck–pyrmonti hercegnő (1827–1910) hetedik gyermekeként, egyben negyedik fiaként. Édesapja uralkodó hercegként irányította a viszonylag kicsi területű schaumburgi államot. Édesanyja a waldeck–pyrmonti uralkodó legfiatalabb leánya volt. A családban Adolf hercegen kívül még hét gyermek született, de kettő közülük kisgyermekként elhalálozott. Maga Adolf herceg a kor szokásainak megfelelően fiatalon belépett a hadseregbe, ahol is a bonni huszárezredben szolgált.
A herceg 1890-ben egy Mária wiedi hercegnéhez tett látogatás során ismerkedett meg majdani feleségével, a porosz király leányával. Kettejük házasságát a hercegnő szülei szorgalmazták, mivel a hercegnő házassági tervei már többször kudarcba fulladtak. Adolf schaumburg–lippei herceg és Viktória porosz királyi hercegnő (1866–1929) eljegyzését megismerkedésük évének júliusában hozták nyilvánosságra. A menyegzőt 1890. november 19-én tartották a berlini császári palotában a porosz uralkodópár és az özvegy német császárné jelenlétében. A házasság boldogtalanul alakult – egy korai vetéléstől eltekintve nem születettek gyermekeik, és a porosz királyi hercegnő sosem rejtette véka alá megvetését férje az uralkodócsaládok között alacsonynak számító származása miatt. A házaspár olaszországi és egyiptomi nászútját követően a bonni Schaumburg-palotában rendezte be állandó otthonát. A palota később a német kancellár lakhelyeként szolgált.
1895. március 20-án elhunyt a gyermektelen Valdemár lippei uralkodó herceg. Az uralkodó még életében rendezni kívánta a lippei trónutódlás kérdését, mivel az öröklési sorban az utána következő Sándor lippei herceg, az uralkodó öccse gyengeelméjű volt. Valdemár herceg végakaratában a lippei uralkodócsalád schaumburgi ágából származó Adolf schaumburg–lippei herceget nevezte ki öccse jövőbeni régensének. A döntés a herceg halála után súlyos vitákhoz vezetett a régensséget magának követelő lippe–biesterfeldi és molkei, illetve a schaumburg–lippei uralkodócsaládok között. A kérdésbe – minthogy sógorságban állt Adolf herceggel – II. Vilmos német császár és porosz király is beavatkozott. Az ügyben a régenskedő herceg és az országgyűlés végül megegyezésre jutottak oly módon, hogy régensi tanácsot választottak. 1897. június 22-én a régenstanács egy határozatot tett közzé a tanács elnökének, I. Albert szász királynak a vezetésével. Ebben a tanács hivatalosan is elismerte Ernő lippe–biesterfeldi gróf jogát a lippei régensi címre. Adolf schaumburg–lippei herceg ekkor a gróf javára lemondott régensi címéről.
A régensi kérdés után a herceg visszavonultan élt feleségével bonni palotájukban. Adolf schaumburg–lippei herceg ott hunyt el 1916. július 9-én ötvenhat éves korában. Özvegye később feleségül ment egy nála jóval fiatalabb orosz nemeshez.